# 정민기
정민기(鄭民基, 1996년 2월 9일 ~ )은 대한민국의 축구 선수로, 포지션은 골키퍼이며 현재 수원 FC에서 J1리그의 산프레체 히로시마로 임대되어 뛰고있다.

## 구단 경력
K리그2 2018 시즌을 앞두고 FC 안양에 입단하여, 프로 무대에 진출하였다. 계약 기간은 1년이었다.
2019 시즌을 앞두고 FC 안양과 1년 재계약을 체결하였다. 7월 안양의 주전 골키퍼 양동원이 부상을 당하면서, 출전기회를 잡아 아산 무궁화, 광주 FC와의 경기에 2경기 연속으로 출전하였다. 2경기 동안 안양은 각각 4 – 1, 7 – 1 대승을 거두었다.
2020 시즌을 앞두고 FC 안양과 1년 재계약을 체결하였다.
2023 시즌을 앞두고 일본으로 떠난 송범근의 자리를 대체하기 위해 전북 현대 모터스로 이적하였다.